# Figli del futuro
Figli del futuro è un singolo del cantautore italiano Mobrici, pubblicato 10 marzo 2023 dalle etichetta Maciste Dischi, come estratto dal secondo album Gli anni di Cristo.
La canzone è stata inserita da Recensiamo Musica tra le 100 canzoni indie più belle del 2023.

## Tracce
1. Figli del futuro – 2:50